# División de Honor 1975-1976 (hockey su pista)
La División de Honor 1975-1976 è stata la 7ª edizione del torneo di primo livello del campionato spagnolo di hockey su pista. La competizione è iniziata il 27 settembre 1975 e si è conclusa il 25 aprile 1976. Il torneo è stato vinto dal Voltregà per la seconda volta nella sua storia.

## Stagione

### Novità
A prendere il testimone del Vendrell e del Sabadell retrocesse dopo la stagione regolare in Primera Division vi furono, vincendo il campionato cadetto, il CP Claret e il Mieres.

### Formula
La División de Honor 1975-1976 vide ai nastri di partenza quattordici club; la manifestazione fu organizzata con un girone all'italiana, con gare di andata e ritorno per un totale di 26 giornate: erano assegnati 2 punti per l'incontro vinto e un punto a testa per l'incontro pareggiato, mentre non ne era attribuito alcuno per la sconfitta. Al termine del campionato la squadra prima classificata venne proclamata campione di Spagna mentre la tredicesima e la quattordicesima retrocedettero direttamente in Primera Division, il secondo livello del campionato. L'undicesima e la dodicesima classificata disputarono un play-out con la terza e la quarta squadra classificata della Primera Division.

## Squadre partecipanti
| Club           | Stagione | Città                    | Stadio          | Stagione precedente                    |
| -------------- | -------- | ------------------------ | --------------- | -------------------------------------- |
| Arenys de Munt | dettagli | Arenys de Munt           |                 | 7º posto in División de Honor          |
| Barcellona     | dettagli | Barcellona               | Palau Blaugrana | 2º posto in División de Honor          |
| Caldes         |          | Caldes de Montbui        |                 | 12º posto in División de Honor         |
| Cerdanyola     | dettagli | Cerdanyola del Vallès    |                 | 3º posto in División de Honor          |
| Cibeles        | dettagli | Oviedo                   |                 | 9º posto in División de Honor          |
| CP Claret      |          | Siviglia                 |                 | 1º posto in Primera División, promosso |
| Mieres         |          | Mieres                   |                 | 2º posto in Primera División, promosso |
| Noia           | dettagli | Sant Sadurní d'Anoia     |                 | 8º posto in División de Honor          |
| Reus Deportiu  | dettagli | Reus                     |                 | 4º posto in División de Honor          |
| Sentmenat      | dettagli | Sentmenat                |                 | 11º posto in División de Honor         |
| Terrassa       |          | Terrassa                 |                 | 10º posto in División de Honor         |
| Vic            | dettagli | Vic                      |                 | 6º posto in División de Honor          |
| Vilanova       | dettagli | Vilanova i la Geltrú     |                 | 5º posto in División de Honor          |
| Voltregà       | dettagli | Sant Hipòlit de Voltregà |                 | 1º posto in División de Honor          |

## Classifica finale
|                   | Pos. | Squadra        | Pt | G  | V  | N | P  | GF  | GS  | DR  |
| ----------------- | ---- | -------------- | -- | -- | -- | - | -- | --- | --- | --- |
| Spagna (bandiera) | 1.   | Voltregà       | 48 | 26 | 23 | 2 | 1  | 189 | 92  | +97 |
| [ 1 ]             | 2.   | Vilanova       | 43 | 26 | 20 | 3 | 3  | 132 | 63  | +69 |
|                   | 3.   | Barcellona     | 40 | 26 | 18 | 4 | 4  | 154 | 84  | +70 |
|                   | 4.   | Reus Deportiu  | 28 | 26 | 13 | 2 | 11 | 159 | 113 | +46 |
| [ 2 ]             | 5.   | Arenys de Munt | 28 | 26 | 12 | 4 | 10 | 125 | 118 | +7  |
|                   | 6.   | Sentmenat      | 23 | 26 | 10 | 3 | 13 | 100 | 120 | -20 |
|                   | 7.   | Caldes         | 21 | 26 | 7  | 7 | 12 | 90  | 114 | -24 |
|                   | 8.   | Vic            | 21 | 26 | 9  | 3 | 14 | 94  | 123 | -29 |
|                   | 9.   | Noia           | 20 | 26 | 10 | 0 | 16 | 97  | 125 | -28 |
|                   | 10.  | Mieres         | 20 | 26 | 9  | 2 | 15 | 116 | 153 | -37 |
|                   | 11.  | Cibeles        | 20 | 26 | 9  | 2 | 15 | 98  | 127 | -29 |
|                   | 12.  | Terrassa       | 18 | 26 | 9  | 0 | 17 | 95  | 128 | -33 |
|                   | 13.  | CP Claret      | 18 | 26 | 8  | 2 | 16 | 102 | 158 | -56 |
|                   | 14.  | Cerdanyola     | 16 | 26 | 6  | 4 | 16 | 119 | 152 | -33 |

Legenda:
  Vincitore della Coppa del Generalissimo 1976.
      Campione di Spagna e ammessa alla Coppa dei Campioni 1976-1977.
      Eventuali squadre ammesse alla Coppa dei Campioni 1976-1977.
      Ammessa alla Coppa delle Coppe 1976-1977.
  Partecipa ai play-out.
      Retrocesse in Primera Division 1976-1977.
Note:
Due punti a vittoria, uno a pareggio, zero a sconfitta.

## Play-out
|            | Risultati |            | Luogo e data             |
| ---------- | --------- | ---------- | ------------------------ |
| Pilaristas | 2-1       | Cibeles    | Madrid, 9 maggio 1976    |
| Cibeles    | 4-2       | Pilaristas | Oviedo, 23 maggio 1976   |
|            |           |            |                          |
| Calafell   | 3-0       | Terrassa   | Calafell, 9 maggio 1976  |
| Terrassa   | 6-2       | Calafell   | Terrassa, 23 maggio 1976 |
|            |           |            |                          |